# Famille Al Maktoum
Pour les articles homonymes, voir Al Maktoum (homonymie).
 (octobre 2017).
Si vous disposez d'ouvrages ou d'articles de référence ou si vous connaissez des sites web de qualité traitant du thème abordé ici, merci de compléter l'article en donnant les références utiles à sa vérifiabilité et en les liant à la section « Notes et références ».
La famille Al Maktoum (en arabe : آل مكتوم) est la famille régnant sur l'émirat de Dubaï depuis le début du XIXe siècle. Elle appartient à la tribu Bani Yas, dont une autre branche, les Al Nahyane, règne sur l'émirat d'Abu Dhabi.

## Histoire
En 1833, environ 800 membres de la tribu Bani Yas, sous la direction de Maktoum ben Butti, ont pris l'émirat de Dubaï et ont établi la dynastie des Al Maktoum dans l'émirat, sur lequel elle règne aujourd'hui depuis près de deux siècles.

## Situation contemporaine
Au sein de la fédération des Émirats arabes unis, un membre de la famille régnante de Dubaï est également de facto toujours vice-président du pays, le Premier ministre et ministre de la Défense.

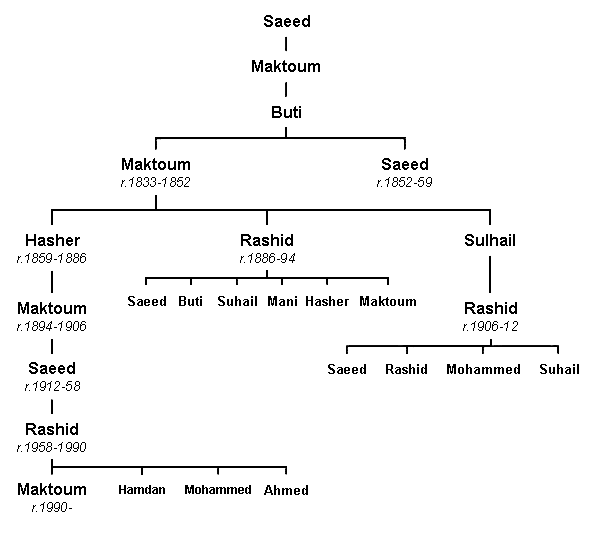
Arbre généalogique de la dynastie Al Maktoum

## Membres actuels
- L'Emir de Dubaï Mohammed ben Rachid Al Maktoum (1949-) également premier ministre des Émirats arabes unis
- Le prince héritier de Dubaï Hamdane ben Mohammed Al Maktoum (1982-)
- Le vice-émir de Dubai Maktoum ben Mohammed Al Maktoum (1983-)
- Ahmed bin Saeed Al Maktoum (1958-), président de la compagnie Emirates et de la holding Dubai World

## Résidences
La famille Al Maktoum possède un grand nombre de résidences et de palais. Certaines de ces résidences sont des palais royaux, propriétés de l'État, et d'autres sont privées.
| Résidence                                           | Fonction                                        | Emplacement                             | Propriété                                             |
| --------------------------------------------------- | ----------------------------------------------- | --------------------------------------- | ----------------------------------------------------- |
| Zabeel Palace                                       | Résidence officielle de l'Emir de Dubai         | Dubai, quartier de Zabeel 2             | Gouvernement de Dubai                                 |
| Palais de Nad al Sheba                              | Résidence du prince héritier de Dubai           | Dubai, quartier de Nad al Sheba         | Privée                                                |
| Palais du prince Hamdane ben Rachid Al Maktoum (en) | Résidence de Hamdane ben Rachid Al Maktoum (en) | Dubai, quartier de Zabeel 1             | Privée                                                |
| Fort Al Fahidi                                      | Première résidence des émirs de Dubai           | Dubai, quartier de Al Fahidi, Bur Dubaï | Publique (aujourd'hui musée de l'histoire de Dubai)   |
| Maison du Sheikh Saeed Al Maktoum (en)              | Siège historique de la famille Al Maktoum       | Dubai, quartier de Bur Dubai            | Publique (aujourd'hui musée de la famille Al Maktoum) |

## Liste des émirs de Dubaï
- jusqu'au 9 juin 1833 Oubayd ben Saïd
- 9 juin 1833 - 1852 Maktoum ben Bati ben Suhayl
- 1852 - 1859 Saïd ben Bati
- 1859 - 22 novembre 1886 Houchour ben Maktoum
- 22 novembre 1886 - 7 avril 1894 Rachid ben Maktoum
- 7 avril 1894 - 16 février 1906 Maktoum ben Hushur
- 16 février 1906 - novembre 1912 Bati ben Suhayl
- novembre 1912 - 15 avril 1929 Saïd ben Maktoum (1re fois)
- 15 avril 1929 - 18 avril 1929 Mani ben Rached
- 18 avril 1929 - septembre 1958 Saïd ben Maktoum (2e fois)
- septembre 1958 - 7 octobre 1990 Rachid ben Saïd
- 7 octobre 1990 - 4 janvier 2006 Maktoum ben Rachid
- Depuis le 4 janvier 2006, Mohammed ben Rachid